# Bowiemes

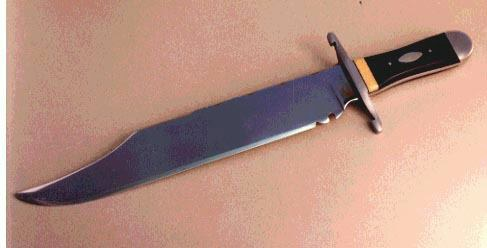
Bowiemes

Het bowiemes is een jachtmes ofwel survivalmes met vast lemmet en full tang-heft dat naam en bekendheid dankt aan kolonel James "Jim" Bowie. Hij gebruikte dit type mes bij een gevecht in Natchez. Het wapen stamt uit de eerste helft van de 19e eeuw en zou zijn ontworpen door Rezin Bowie (1793-1841), een broer van James, hoewel er ook andere theorieën zijn en weinig degelijke bronnen.
In de literatuur is Quincey Morris, een personage uit Bram Stokers roman Dracula, een van de fervente gebruikers van een bowiemes. Het is het mes waarmee Dracula's hart doorboord wordt. Rockzanger David Jones koos als podiumnaam David Bowie omwille van Jim Bowie en zijn populaire mes. Hij zag een analogie in het mes en verklaarde: "It cuts both ways".
In de film The Searchers van John Ford uit 1956 gebruikt John Wayne het mes om zijn opponent Scar te scalperen. Ook in de films Rambo: First Blood, Rambo: First Blood Part II, Rambo III, Crocodile Dundee, Crocodile Dundee II en The Alamo speelt het bowiemes een belangrijke rol.